# Episodi di The Sinner (terza stagione)
La terza stagione della serie televisiva The Sinner, composta da 8 episodi, è stata trasmessa sulla rete televisiva USA Network dal 6 febbraio 2020 al 26 marzo 2020.  
In Italia è stata trasmessa dal 9 settembre al 28 ottobre 2020 su Premium Crime. 
| n° | Titolo originale | Titolo italiano | Prima TV USA     | Prima TV Italia   |
| -- | ---------------- | --------------- | ---------------- | ----------------- |
| 1  | Part I           | Parte I         | 6 febbraio 2020  | 9 settembre 2020  |
| 2  | Part II          | Parte II        | 13 febbraio 2020 | 16 settembre 2020 |
| 3  | Part III         | Parte III       | 20 febbraio 2020 | 23 settembre 2020 |
| 4  | Part IV          | Parte IV        | 27 febbraio 2020 | 30 settembre 2020 |
| 5  | Part V           | Parte V         | 5 marzo 2020     | 7 ottobre 2020    |
| 6  | Part VI          | Parte VI        | 12 marzo 2020    | 14 ottobre 2020   |
| 7  | Part VII         | Parte VII       | 19 marzo 2020    | 21 ottobre 2020   |
| 8  | Part VIII        | Parte VIII      | 26 marzo 2020    | 28 ottobre 2020   |

## Parte I
- Titolo originale: Part I
- Diretto da: Adam Bernstein
- Scritto da: Derek Simonds
- Personaggi e interpreti: Harry Ambrose: Bill Pulman -

### Trama
James (Jamie) Burns è un giovane insegnante di storia in un'esclusiva scuola femminile e la sua vita non potrebbe essere più felice, visto che la moglie Leela sta aspettando il loro primo figlio. Una sera bussa alla porta Nick Haas, amico di Jamie dai tempi del college, che si autoinvita a cena. Jamie si mostra manifestamente contrariato nell'avere Nick a casa propria, nonostante da giovani avessero vissuto praticamente in simbiosi. Usciti per bere il classico bicchiere della staffa, i due uomini hanno un incidente automobilistico in cui Nick (al volante) perde la vita, mentre Jamie riporta una semplice contusione: è lui che ha chiamato la Polizia.
Il detective Harry Ambrose viene chiamato a indagare sull'incidente di Nick e Jamie, avvenuto in un bosco dove la vettura stava procedendo ad alta velocità. Harry si interroga sul perché si trovassero lì, essendo lontani sia da casa di Jamie che dall'albergo in cui il defunto Nick alloggiava. L'unica residente della zona è Sonya Barzel, una bizzarra artista, la quale dichiara a Harry di non conoscere affatto i due uomini. Sul versante della vita privata Harry sta riallacciando i rapporti con la figlia Melanie, la quale gli porta in visita il nipote undicenne Eli. Melanie racconta al padre che Eli è un bambino molto introverso, il che è probabilmente dovuto all'abbandono da parte del padre. Harry vorrebbe essere più presente nella vita di Eli, ma Melanie non ne sembra entusiasta.
Interrogato da Harry in centrale, Jamie nega che ci fossero attriti tra lui e Nick. L'uomo tuttavia non sembra affatto tranquillo, tanto da avere una visione di Nick che accoltella Leela. La moglie nota l'inquietudine del marito e gli chiede spiegazioni circa la freddezza da lui mostrata la sera in cui Nick era a cena da loro. Jamie afferma che nel tempo Nick si era rivelato una persona molto invadente, finanche capace di manipolare il prossimo, ed è questo il motivo per cui hanno diradato i rapporti. L'inconscio di Jamie rivela però che la verità sta da tutt'altra parte. La sera dell'incidente, infatti, Nick aveva iniziato a guidare la macchina ad alta velocità per recarsi da Sonya Barzel, il che smentisce quindi la versione della donna che aveva dichiarato di non conoscerli. Dopo aver invitato diverse volte l'amico a ridurre la velocità, Jamie ha tirato il freno a mano e fatto cappottare la macchina. Uscito dall'abitacolo, Jamie ha allontanato il cellulare da Nick e lo ha lasciato morire, senza chiamare i soccorsi che con ogni probabilità l'avrebbero salvato. Dopodiché Jamie si è accovacciato, osservando in strana contemplazione Nick morire.

## Parte II
- Titolo originale: Part II
- Diretto da: Adam Bernstein
- Scritto da: Derek Simonds

### Trama
Sonia Barzel si presenta in centrale per informare Harry che ha visto Jamie fermo in macchina fuori dalla sua proprietà. Dai riscontri emerge che Jamie ha incontrato Nick tre giorni prima dell'incidente, trascorrendo la serata a Manhattan. I due hanno cenato in un ristorante di lusso, dove Nick ha chiesto a Jamie le ragioni del perché ha voluto incontrarlo. Non sapendo Jamie rispondere, Nick ha iniziato a vaneggiare circa l'infelicità della sua vita, per poi prendere il coltello e trafiggersi la mano, resistendo al dolore. Dopo aver infastidito un cliente del locale, prendendogli il cellulare e immergendolo nel bicchiere, Nick e Jamie se ne vanno in giro per la città. Accedendo ai filmati delle telecamere, Harry osserva Nick chiedere a Jamie di salire sul cornicione di un palazzo e fissare il vuoto, senza buttarsi giù.
Harry cerca di entrare in contatto con Jamie, le cui condizioni psichiche preoccupano Leela. Jamie ha un malore a casa di una coppia di amici. I medici affermano che si tratta di semplice stress, legato all'incidente appena avuto. Girando per i corridoi dell'ospedale, Jamie si imbatte in un anziano paziente delirante e si prende cura di lui. Nel frattempo, i problemi personali di Jamie iniziano a manifestarsi anche sul lavoro. I genitori di Emma, una sua studentessa, contestano che Jamie l'ha costretta a cambiare una presentazione perché a suo dire non rispecchiava ciò che lei è veramente. Anche in questa situazione l'uomo "vede" Nick intento ad accoltellare il padre di Emma, però Jamie si tiene a bada e promette che non capiterà più.
Harry scopre che Jamie ha scavato una fossa nella proprietà di Sonia Barzel. Sulla pala il detective trova la giacca di Jamie e al suo interno un origami indovino. Jamie finge di non saperne nulla e invita Harry a lasciarlo in pace.

## Parte III
- Titolo originale: Part III
- Diretto da: Andrew McCarthy
- Scritto da: Hannah Shakespeare

### Trama
Mentre per Leela si avvicina il momento del parto, Jamie confida alla moglie di avere ripensamenti sulla bruttezza del mondo in cui sta per far nascere il bambino. Harry interroga nuovamente Sonia Barzel, la quale dipinge uomini nudi e dichiara di non aver mai avuto Jamie e Nick tra i suoi modelli. Scavando nel passato di Jamie, Harry riesce a rintracciare il suo vecchio compagno di stanza al college Daniel Combs. Costui, oggi un dermatologo, riferisce di essere stato aggredito da Jamie dopo che una sera gli aveva scattato delle fotografie, impaurito perché il giovane era seduto sul pavimento della stanza, completamente nudo, a fissare il muro. Dalla colluttazione Combs rimediò diversi punti di sutura, motivo per cui si dice disposto a fornire ogni elemento utile a Harry per aiutarlo a incastrare Jamie.
Tornato a casa, Jamie trova Leela preda delle contrazioni e pronta a partorire. La donna dà alla luce un maschio, evento che sembra rasserenare Jamie. La tregua è però soltanto momentanea. L'uomo continua ad avere allucinazioni di Nick, persino nei momenti di tranquillità in cui culla suo figlio. Inoltre, si aggrava la sua posizione in merito al caso Emma. I genitori della studentessa lo hanno citato al consiglio studentesco per la faccenda della lettera di presentazione. In una chiacchierata a tu per tu con la ragazza, Jamie le dice di aver scoperto che sta assumendo un farmaco per aumentare le proprie performance accademiche. Jamie cerca di spiegarle che non deve necessariamente andare in un college della Ivy League, come vorrebbero i suoi genitori, perché è un mondo che finirebbe per rovinarla. Harry riceve da Combs le fotografie di Jamie, dove nota incisa sul muro la parola tedesca Übermensch. L'ex professore di filosofia di Jamie spiega a Harry che l'Übermensch di Nietzsche è la forma più alta dell'essere umano, colui che mira a creare una propria morale ed è chiamato a forgiare i nuovi valori dell'umanità. Intanto, i riscontri della scientifica indicano che attorno alla fossa scavata nella proprietà di Sonia Barzel c'è il dna di Jamie.
Quando "vede" Nick far del male al suo bambino, Jamie capisce che è venuto il momento di affrontare i propri demoni. Il professore si presenta in centrale, chiedendo a Harry di accompagnarlo in ospedale per un consulto psicologico. Harry acconsente, chiedendo al receptionist di allertare la sicurezza perché molto probabilmente Jamie dovrà essere ricoverato per insanità mentale. Allo psichiatra che lo visita Jamie dichiara di sentirsi in trappola, vivendo nella costante paura di una minaccia pronta a schiacciarlo, e ripete le stesse parole dette a sua moglie prima che nascesse il bambino, cioè che il mondo è una landa di sofferenza in cui non vale la pena vivere. Intuendo di essere destinato al ricovero coatto, Jamie fugge dall'ospedale prima che Harry possa convincerlo a restare.

## Parte IV
- Titolo originale: Part IV
- Diretto da: Andrew McCarthy
- Scritto da: Jonathan Caren

### Trama
Vagando per le strade di Manhattan e inseguito da Harry, Jamie finisce in una galleria dove incontra Sophie, una sua ex studentessa, che vi lavora come assistente. Entusiasta all'idea di rivedere l'affascinante professore, Sophie scatta un selfie con lui e lo invita più tardi a una festa a casa del suo amico Kyle. Jamie ha però altri piani. Harry lo rintraccia da Sabbiato, il ristorante in cui Nick diede di matto la sera del loro incontro, intento a buttarsi dal cornicione dell'edificio, esattamente come quel gioco pericoloso che stava facendo con l'amico. Harry cerca di far desistere Jamie dal lanciarsi nel vuoto, ma l'uomo estrae l'origami e sceglie il colore rosso che gli indica la via per la morte. Inaspettatamente però, probabilmente frenato dalla parte sana del suo cervello, Jamie desiste e si mette in salvo, chiedendo a Harry di non importunarlo più.
Il detective non è naturalmente dello stesso parere e continua a seguirlo, cercando di convincerlo ad affidarsi a lui e abbandonare quelle fantasie malate che sono il retaggio di Nick. Benché Harry sottolinei come alla fine non abbia il coraggio di passare alle vie di fatto, altrimenti si sarebbe buttato dal palazzo. Successivamente Jamie seguito da Harry approda in un bar in cui fa conoscenza con due uomini ed abborda per loro due ragazze, i sei vanno a finire in una camera d'albergo dove i due uomini e le ragazze bevono champagne e sniffano cocaina mentre Jamie insiste in discorsi cupi tanto da venire invitato ad andarsene, a questo punto Jamie ha la visione di lui che sgozza uno dei due uomini e di Harry che sparando colpisce una delle ragazze, ma è solo una visione e i due lasciano la stanza.  Jamie insiste nel suo peregrinare e trascina il detective alla festa a cui lo aveva invitato Sophie. Il padrone di casa si chiama Kyle e afferma di essere un sensitivo. Jamie si fa analizzare da Kyle, il quale dice di avvertire ancora molto forte la presenza di Nick. Quando Kyle menziona la parola "fico d'india", Jamie si alza e se ne va, chiedendo a Sophie il permesso di guidare la sua macchina per riaccompagnarla a casa. Mentre è alla guida, Jamie decide di iniziare uno dei giochi che faceva con Nick, ovvero guidare a tutta velocità nella speranza di non rimediare incidenti mortali. Harry si lancia all'inseguimento e riesce a evitare che Jamie possa fare del male a sé stesso e a Sophie. Nel frattempo, Jamie rivive la sera dell'incidente con Nick in cui tirò il freno a mano per impedire che l'amico potesse compiere il suo piano, vale a dire uccidere Sonia Barzel e seppellirla nella fossa che avevano scavato. Si scopre inoltre che Jamie non avrebbe voluto lasciar morire Nick, ma è stato l'amico a chiedergli di non intervenire perché sarebbe stato lui a dover portare avanti i loro folli progetti.
Harry riaccompagna l'esausto Jamie a casa, invitandolo ad affrontare i suoi problemi con Leela. Dopo aver ingoiato una pastiglia per il mal di schiena che da alcuni giorni lo sta tormentando, Harry si addormenta in macchina. Il mattino seguente trova alcune chiamate non risposte, tra cui quella dei colleghi di New York che lo informano di un omicidio appena scoperto a Morgan Avenue, nella stessa casa di Kyle. Arrivato sulla scena, Harry trova il cadavere del sensitivo.

## Parte V
- Titolo originale: Part V
- Diretto da: Colin Bucksey
- Scritto da: Ahmadu Garba

### Trama
Mentre Harry dorme in macchina, Jamie ne approfitta per sgattaiolare fuori di casa e tornare a Morgan Avenue per avere un nuovo consulto da Kyle. Quando il sensitivo si rifiuta di proseguire nella sua analisi, Jamie inizia a colpirlo violentemente con una roccia trovata sullo scaffale, uccidendolo. Dopo essersi liberato delle prove dell'omicidio, Jamie torna a casa e racconta a Leela di essersi messo in cura con uno psichiatra per guadagnare la serenità necessaria alla loro vita familiare. Leela sembra credere alle sue parole, anche se nota del sangue dietro l'orecchio del marito.
Harry avverte Jamie che non può evitare di affrontare le conseguenze delle sue azioni, invitandolo a farlo adesso per ottenere uno sconto di pena. Incrociando Emma nei corridoi della scuola, Jamie la sprona ad andare al college e non ascoltare le sue parole. Durante una lezione Jamie è convocato dalla detective Jones che sta indagando sull'omicidio di Kyle. All'uomo è prelevato un campione di dna. Nel frattempo, Sonia si presenta nel negozio di Leela e le racconta della fossa scavata da suo marito, oltre alla notte trascorsa a Morgan Avenue in compagnia del detective Ambrose. Leela caccia Jamie di casa. La situazione del professore peggiora ulteriormente quando la preside della scuola gli propone di mettersi in congedo, così da affrontare l'ormai inevitabile tempesta giudiziaria che si sta per abbattere su di lui. Jamie rifiuta indignato, proclamandosi innocente. Tuttavia, la detective Jones lo riconvoca in centrale perché ha delle immagini che lo immortalano entrare ed uscire dalla sua scuola alle quattro di notte, mentre lui aveva dichiarato di essere tornato a casa tre ore prima senza più uscirne. Automaticamente si aggrava anche la posizione di Harry, direttamente coinvolto nella notte brava di Jamie. Il detective assicura di aver operato unicamente per stanare Jamie, ma il superiore lo rimprovera per averne intercettato il cellulare senza mandato. Sonya Barzel va a trovare Harry per scusarsi di essere stata aggressiva con lui e al momento in cui decide di andarsene i due si baciano.
Harry accoglie il nipote Eli in casa. Sulla porta si presenta Jamie che pretende ospitalità, non avendo un posto dove stare. Harry la rifiuta e si altera quando Jamie inizia a importunare il nipote, minacciandolo di non fare del male alla sua famiglia. Jamie sorride compiaciuto per la reazione rabbiosa di Harry, avendogli dimostrato che il male alberga anche dentro di lui.

## Parte VI
- Titolo originale: Part VI
- Diretto da: Radium Cheung
- Scritto da: Julie Siege

### Trama
Passato. All'Università di Templeton lo studente Jamie pone al professore di filosofia alcune domande sul reale significato dell'onnipotenza di Dio. Il docente lo tratta con sufficienza, ma l'unico a prenderlo sul serio è il compagno di corso Nick. I due ragazzi iniziano a conoscersi meglio. Nick prova a sondare l'animo introverso di Jamie, dovuto principalmente a un vissuto familiare difficile, con una madre morta quando era piccolo e un padre completamente assente. Nick inizia Jamie ai suoi giochi pericolosi per sfidare il destino, la cui prima prova è buttarsi da un ponte molto alto. L'origami dice che deve lanciarsi, ma Jamie non se la sente e lascia che sia il solo Nick a tuffarsi. Arrovellandosi per non aver avuto coraggio, Jamie accetta di riprovare, benché questa volta debba tuffarsi alle cinque di mattina e in piena pioggia. Dopo che Nick lo ha spronato a non avere paura, Jamie accetta di tuffarsi.
Presente. Harry inizia una relazione con Sonia. Leela rivela al detective che due anni prima ha tradito Jamie con un altro uomo, una storia senza importanza, ma nonostante questo il marito ha scelto di passarci sopra e rimanere al suo fianco. Jamie si introduce nell'atelier di Sonia, denudandosi per essere immortalato in uno dei suoi ritratti. Emma ha un attacco epilettico durante l'advanced placement, con Jamie che la soccorre e chiama l'ambulanza. La preside si indispettisce, in quanto aveva comunicato a Jamie che non avrebbe dovuto essere presente all'esame. Jamie confessa a Leela l'omicidio di Kyle. Mel comunica a Harry che, visto quando accaduto con Jamie, è opportuno che per un po' di tempo lui ed Eli non si vedano. Jamie presenzia a un'asta di beneficenza in cui Leela espone i prodotti della sua boutique, ma viene allontanato da un poliziotto dopo che stava scoppiando una lite con uno degli amici di Leela. Costretto a lasciare la struttura, Jamie sfoga la sua ira contro una sedia, facendo capire a Harry come sia sempre più probabile un altro omicidio.
Jamie convoca Harry nel cortile della scuola per poi portarlo nel punto in cui ha scavato una fossa simile a quella scavata nel terreno di Sonia, citando Gli uomini vuoti di T. S. Eliot. L'uomo ha scritto una confessione dei delitti commessi, ma per ottenerla Harry dovrà superare uno dei suoi giochi. Il detective dovrà resistere sotterrato nella fossa, respirando attraverso una canna. Harry accetta, ma Jamie gli sfila via la canna, lasciandolo intrappolato sottoterra.

## Parte VII
- Titolo originale: Part VII
- Diretto da: Rachel Goldberg
- Scritto da: Willie Reale

### Trama
Dopo una notte trascorsa sottoterra, Harry viene tirato fuori da Jamie che si complimenta con lui per aver superato la prova. Durante il seppellimento Harry ha sognato una cena a casa sua, dove il padre era chiuso in bagno e non riusciva ad aprire la porta, mentre all'improvviso è comparsa sua madre che lo ha rimproverato per essere stato disobbidiente. Jamie accompagna Harry a casa per riprendersi, confessandogli di aver ucciso Nick per impedirgli di "andare al livello superiore". Jamie ignora che Harry ha registrato la conversazione, ottenendo la prova decisiva per poterlo incriminare. Jamie è arrestato a scuola davanti alle sue allieve. Sonia mostra a Harry il ritratto che ha fatto su Jamie. Quando il detective le rimprovera di essere stata imprudente ad accoglierlo dentro casa, lei replica che non è nella posizione per poterle fare la paternale, visto che lui si è fatto addirittura seppellire vivo.
Harry trova il coraggio di aprire un pacco che aveva ricevuto giorni prima dal Michigan, contenente alcuni oggetti appartenuti al defunto padre. Pentendosi di aver ingannato Jamie, Harry va a trovarlo in prigione e il professore gli sputa in faccia, ponendo fine al colloquio. Harry depone in tribunale sulla registrazione di Jamie, ma è messo alle strette dall'avvocato dell'uomo che lo accusa di averlo voluto incontrare in carcere perché si sentiva in colpa, il che significa che la registrazione non è valida. Jamie è quindi rilasciato, ma Leela ha fatto emettere un ordine restrittivo che gli impedisce di avvicinarsi alla casa. Dopo essersi tagliato i capelli, Jamie incontra Emma che gli racconta di aver convinto i suoi genitori a concederle un anno sabbatico, quindi potrà seguire la sua strada come le ha insegnato. Leela riferisce alla polizia della sera in cui Jamie è tornato a casa di notte con il sangue dietro l'orecchio, dimostrando così che è lui il colpevole dell'omicidio di Morgan Avenue. Harry e il dipartimento avviano le ricerche dell'uomo.
Jamie raggiunge il Capitano Pella Polizia Morrison che sta giocando da solo su un campo da golf. Impugnando una mazza senza farsi sentire, Jamie lo colpisce in pieno volto.

## Parte VIII
- Titolo originale: Part VIII
- Diretto da: Derek Simonds
- Scritto da: Derek Simonds & Piero S. Iberti

### Trama
Harry accorre sulla scena dell'omicidio di Morrison. Addosso all'uomo è rinvenuto uno degli origami di Jamie con scritti alcuni nomi: Morrison (cancellato), Sonia, Melanie ed Eli. Harry capisce che Jamie vuole uccidere tutte le persone che gli sono più care, seguendo un piano che dovrebbe concludersi con la sua morte. Harry avverte immediatamente Melanie, apprendendo che quella mattina Eli sta frequentando la lezione di judo e solitamente lo va a prendere un vicino di casa. Purtroppo Jamie lo ha preceduto. L'uomo si presenta poi a casa di Sonia, colpevole di aver lasciato aperta la porta sul retro. Sonia cerca di far ragionare Jamie, tenendolo occupato mentre sta arrivando la polizia. Jamie estrae un coltello e tenta di colpire Sonia, la quale si difende bene. Quando la polizia entra in casa, Jamie si è già dileguato, risparmiando la donna.
Harry riceve la telefonata di Jamie dal cellulare di Eli, tenuto sotto sequestro a casa del detective. Jamie pretende di usare l'origami per stabilire se dovrà uccidere o meno Eli, costringendo Harry a partecipare a uno dei suoi giochi in cui mettere in palio la vita del bambino. Harry rifiuta, indispettendo Jamie che minaccia di sparare ad Eli. Mostrandosi sprezzante, Harry afferma che non avrà mai il coraggio di farlo, dato che uccidendo lui e il nipote finirebbe poi per trovarsi solo contro tutti. Jamie va in confusione e Harry prova ad approfittarne per disarmarlo, venendo ferito di striscio da un colpo esploso dalla pistola. Harry ordina a Eli di nascondersi, mentre si prepara allo scontro finale con Jamie, prendendo la pistola che teneva nascosta in cassaforte. Jamie ribadisce a Harry che è uguale a lui e lo incolpa di non accettare questo fatto, esattamente come Nick accusava Jamie di non avere il coraggio di buttarsi dal ponte. Harry perde il controllo della situazione e spara, ferendo gravemente Jamie all'addome. Harry chiama i soccorsi, ma quando arrivano Jamie è morto tra le braccia del detective.
Alcuni mesi dopo, mentre è ancora in riabilitazione, Harry rievoca con Sonia la notte in cui Jamie è morto. Il detective deve amaramente prendere atto che il nemico aveva ragione, anche lui è un essere malvagio che arrecherà danni al prossimo. Sonia lo invita a sfogarsi, con Harry che scoppia in un pianto disperato.